# 羽野仁彦
羽野 仁彦（はの よしひこ、1979年2月17日 - ）は、日本の実業家。

## 人物
京都大学大学院工学研究科修了後、株式会社リクルートに入社。一貫して事業開発室に携わる。日本初のローカルサーチサービス「ドコイク?」、リッチインターフェイス地図サービス「スゴイ地図」（2007年グッドデザイン賞受賞）などの情報サービスの立上げに尽力した。ベンチャーキャピタルのリクルートインキュベーションパートナーズのアソシエイトを経験後、株式会社ブログウォッチャーを設立し、代表取締役社長に就任。2011年よりメディアテクノロジーラボ所長を兼任。日本法規情報株式会社（現社名：アスクプロ株式会社）の創業者。株式会社PocketRDの取締役。株式会社ママスクエアの取締役。
FAST Search&Transfer社　Product Advisory Board Member、WEBとデータベースに関するフォーラム プログラム委員、東京大学情報学環 特任研究員、情報処理学会データベースシステム研究会委員、WOMマーケティング協議会委員。次世代パーソナルサービス推進コンソーシアム幹事。

## 略歴
- 2001年3月、京都大学工学部物理工学科卒業。
- 2003年3月、京都大学工学研究科機械物理専攻修了。
- 2003年4月、株式会社リクルート入社。
- 2005年7月、ローカルサーチサービスドコイク?をサービスイン。
- 2006年7月、Flash地図検索サービススゴイ地図（2007年グッドデザイン賞受賞）をサービスイン。
- 2007年4月、株式会社ブログウォッチャーを設立。代表取締役社長就任。
- 2011年10月、株式会社リクルートメディアテクノロジーラボ所長就任。
- 2011年10月、株式会社ゼンリンデータコム取締役就任。
- 2011年8月、日本法規情報株式会社（現社名：アスクプロ株式会社）を設立、取締役就任。
- 2013年8月、Omelette株式会社を設立、代表取締役社長就任
- 2021年1月、株式会社PocketRD取締役就任
- 2021年7月、株式会社ママスクエア取締役就任

## プロジェクト・委員
- 経済産業省 平成19年度 情報大航海プロジェクト ライフログ活用支援のサービス開発
- 経済産業省 平成20年度 情報大航海プロジェクト CGM理解のための日本語解析基盤の開発
- 経済産業省・文化庁 著作権制度改定ワーキンググループ委員
- 次世代パーソナルサービス推進コンソーシアム幹事

## 学会・論文
- ID統合プロファイルパスポートのポスターセッション、データベースとWeb情報システムに関するシンポジウム (DBWeb 2007) (2007年11月27日)
- 行動履歴を一元的に蓄積するプロファイルパスポートプラットフォームの構築、電子情報通信学会 ヒューマンコミュニケーショングループ 第10回WI2研究会 (IEICE SIG-WI2) （2007年12月12日）

## 書籍等
- 「進化し続けるWebインサイト・テクノロジー ネット+マイニング」 カナリア書房
- 「インターネット以来のパラダイムシフト NFT1.0→2.0」総合法令出版